# 山近剛太郎
山近 剛太郎（やまちか ごうたろう、1902年〈明治35年〉9月28日 - 1990年〈平成2年〉）は、日本の炭鉱技術者、洋画家。自身が経験した炭鉱の採掘作業や鉱山事故を題材に、油彩や水彩で描いた記録画で知られる。

## 生涯
福岡県鞍手郡宮田町（現・宮若市）に産まれる。若いころから絵画に興味があり、中学校時代には画塾にも通っていた。九州帝国大学採鉱科卒業。
1926年（昭和元年）、貝島太助が社長を務める貝島炭鉱に入社し、炭鉱の採掘現場で技術指導や監督にあたった。後には貝島炭鉱の役員として1972年（昭和47年）まで炭坑に入り、特に炭鉱の防災体制の確立に貢献した。この間にも、坑内の風景をスケッチし、1947年（昭和22年）-1949年（昭和24年）頃には、福岡で画塾を主宰していた洋画家である、手島貢（創元会会員）の下で絵を学んでいた。
1970年（昭和45年）、翌1971年（昭和46年）に開館する直方市石炭記念館に飾る油彩画の作成依頼を受け、本格的に油彩画を描き始めた。その後も、宮田町石炭記念館（現・宮若市石炭記念館）開館に伴う記録画も描くなど、炭鉱を題材にした作品を描いた。
1990年（平成2年）に88歳で死去。
2013年（平成25年）、原爆の図丸木美術館で山近や山本作兵衛などの炭鉱記録画や写真帳を展示した「坑夫・山本作兵衛の生きた時代～戦前・戦時の炭坑をめぐる視覚表現」が開催された。

## 画風
自身が体験した炭鉱の情景を題材にしたが、スケッチブックに下絵を描き、安全灯などの照明の光の明暗を表現したり、道具や服装まで細部を緻密に練って描いていた。
同じく炭鉱を題材に描き、作品が世界記憶遺産に登録された山本作兵衛の記録画と異なり、洋画の説明文は無く、題名と絵のみで炭鉱の記録を説明している。また、作品には入れ墨を入れた人物が1人もおらず、共同浴場も混浴ではないなど、同じ筑豊地方の炭鉱でも山本が転々とした中小の炭鉱と、山近がいた貝島炭鉱での風俗の違いが表現されている。

## 主な作品
- 直方市石炭記念館蔵[7]
  - 『坑内描写』
  - 『救護隊の活動』
  - 『回想の馬車坑道』（1984年）
  - 下書きのスケッチブック、手紙など[1][2][4]
- 宮若市石炭記念館蔵
  - 『家族ぐるみの採炭作業』
  - 『負籠を背負った老負夫』
  - 『露天掘り』
  - 『竪坑掘削現場へ』
  - 『語らい』
  - 『悲愴なる救出』（1980年）
  - 『昔の採炭風景』（1984年）
  - 『坑内の自然発火密閉（昭和36年3月）』（1987年） - 1961年3月に山近が所長代理として約1ヶ月消火活動に従事した、炭坑内の自然発火事故を題材にした[4]。
  - 『貝島初期・明治時代の採炭風景』 - 村島定児（自由美術協会会員）との合作